# Aleksej Medvedev (sollevatore)
Aleksej Sidorovič Medvedev (in russo Алексей Сидорович Медведев?; Mosca, 9 ottobre 1927 – Mosca, 9 maggio 2003) è stato un sollevatore sovietico.

## Biografia
Durante la seconda guerra mondiale, all'età di 14 anni, iniziò a lavorare in una fabbrica. Lì si allenò occasionalmente nello sci alpinismo nordico, nell'atletica e nel calcio. Iniziò a sollevare pesi nel 1946 e nel 1949, dopo essersi classificato secondo ai campionati sovietici, fu incluso nella squadra nazionale. Vinse due titoli mondiali a Teheran nel 1957 (dove sollevò 500 kg in totale) e a Stoccolma nel 1958 e due titoli europei a Helsinki nel 1956 e nel 1958 a Stoccolma.
Fu il portabandiera sovietico alle Olimpiadi estive di Melbourne del 1956. Gli fu impedito di competere dalle autorità sovietiche poiché si aspettavano che il portabandiera vincesse una medaglia d'oro e credevano che non sarebbe stato in grado di farlo. Il 15 marzo 1959 stabilì il record del mondo nello strappo.
Si ritirò nel 1962 per diventare l'allenatore capo della squadra nazionale sovietica di sollevamento pesi. Fu vicepresidente della European Weightlifting Federation (1969–1975) e della International Weightlifting Federation (1969–1980) operando inoltre come giudice. Dal 1997 fino alla sua morte ha diretto il dipartimento di sollevamento pesi dell'Università statale russa di educazione fisica, sport, gioventù e turismo, la sua alma mater.
Era sposato con Elizaveta Medvedeva. Il loro figlio, Aleksandr (nato nel 1952), fu dirigente del Centro statale di ricerca e produzione spaziale di Chruničev.